# San Pedro de las Herrerías
San Pedro de las Herrerías es una localidad perteneciente al municipio de Mahíde, en la provincia de Zamora, España.

## Historia
Junto a San Pedro de las Herrerías atravesaba la vía romana que unía Astorga y Braga, y de la cual aún es perceptible su huella en el entorno de la localidad.
Durante la Edad Media San Pedro de las Herrerías quedó integrado en el Reino de León, cuyos monarcas habrían acometido la repoblación de la localidad dentro del proceso repoblador llevado a cabo en Aliste. Tras la independencia de Portugal del reino leonés, en 1143, la localidad habría sufrido por su situación geográfica los conflictos entre los reinos leonés y portugués por el control de la frontera, quedando estabilizada la situación en Aliste a inicios del siglo XIII, hecho reforzado por la firma del Tratado de Alcañices en 1297.
Posteriormente, en la Edad Moderna, San Pedro de las Herrerías estuvo integrado en el partido de Alcañices de la provincia de Zamora, tal y como reflejaba en 1773 Tomás López en Mapa de la Provincia de Zamora. Así, al reestructurarse las provincias y crearse las actuales en 1833, la localidad se mantuvo en la provincia zamorana, dentro de la Región Leonesa, integrándose en 1834 en el partido judicial de Alcañices, dependencia que se prolongó hasta 1983, cuando fue suprimido el mismo e integrado en el Partido Judicial de Zamora.

## Demografía
Tiene una población de 14 habitantes (INE 2024).